# Kraszimir Bezinszki
 Kraszimir Szmilenov Bezinszki, bolgárul: Красимир Смиленов Безински (Blagoevgrad, 1961. június 29. – Szófia, 2019. április 22.) válogatott bolgár labdarúgó, hátvéd, edző.

## Pályafutása

### Klubcsapatban
1978 és 1981 között a Pirin Blagoevgrad, 1981 és 1989 között a CSZKA Szofija labdarúgója volt. 1989 és 1991 között a portugál Portimonense csapatában szerepelt, majd az 1992–93-as idényre visszatért a CSZKA-hoz. A CSZKA csapatával összesen öt bajnoki címet és hat bolgár kupagyőzelmet ért el. 1993–94-ben Izraelben játszott. Az első évben a Makkabi Ironi Asdód, a másodikban a Hapóél Petah Tikvá játékosa volt. 1994–95-ben a Pirin Blagoevgradban fejezte be az aktív labdarúgást.

### A válogatottban
1980 és 1993 között 21 alkalommal szerepelt a bolgár válogatottban.

### Edzőként
2000 és 2018 között tevékenykedett edzőként, többnyire segédedzőként alkalmazták. 2000–01-ben a CSZKA Szofija, 2003–04-ben a Beroe Sztara Zagora, 2006–07-ben a bolgárválogatott segédedzője volt. 2008-ban a tanzániai Simba vezetőedzője volt. 2009–10-ben ismét a bolgár válogatottnál, 2010–11-ben a szaúdi  Al-Qadsiah csapatánál dolgozott segédedzőként. 2013-ban és 2014-ben a szaúdi Al Safa szakmai munkáját irányított, közben 2014-ben a CSZKA játékosmegfigyelője volt, majd ugyanitt 2018-ban segédedzőként dolgozott.

## Sikerei, díjai
CSZKA Szofija
- Bolgár bajnokság
  - bajnok (5): 1981–82, 1982–83, 1986–87, 1988–89, 1991–92
- Bolgár kupa
  - győztes (6): 1983, 1985, 1987, 1988, 1989, 1993